# Myrsine serpenticola
Myrsine serpenticola är en viveväxtart som beskrevs av Jackes. Myrsine serpenticola ingår i släktet Myrsine och familjen viveväxter. Inga underarter finns listade i Catalogue of Life.